# Divinitats de l'Índia

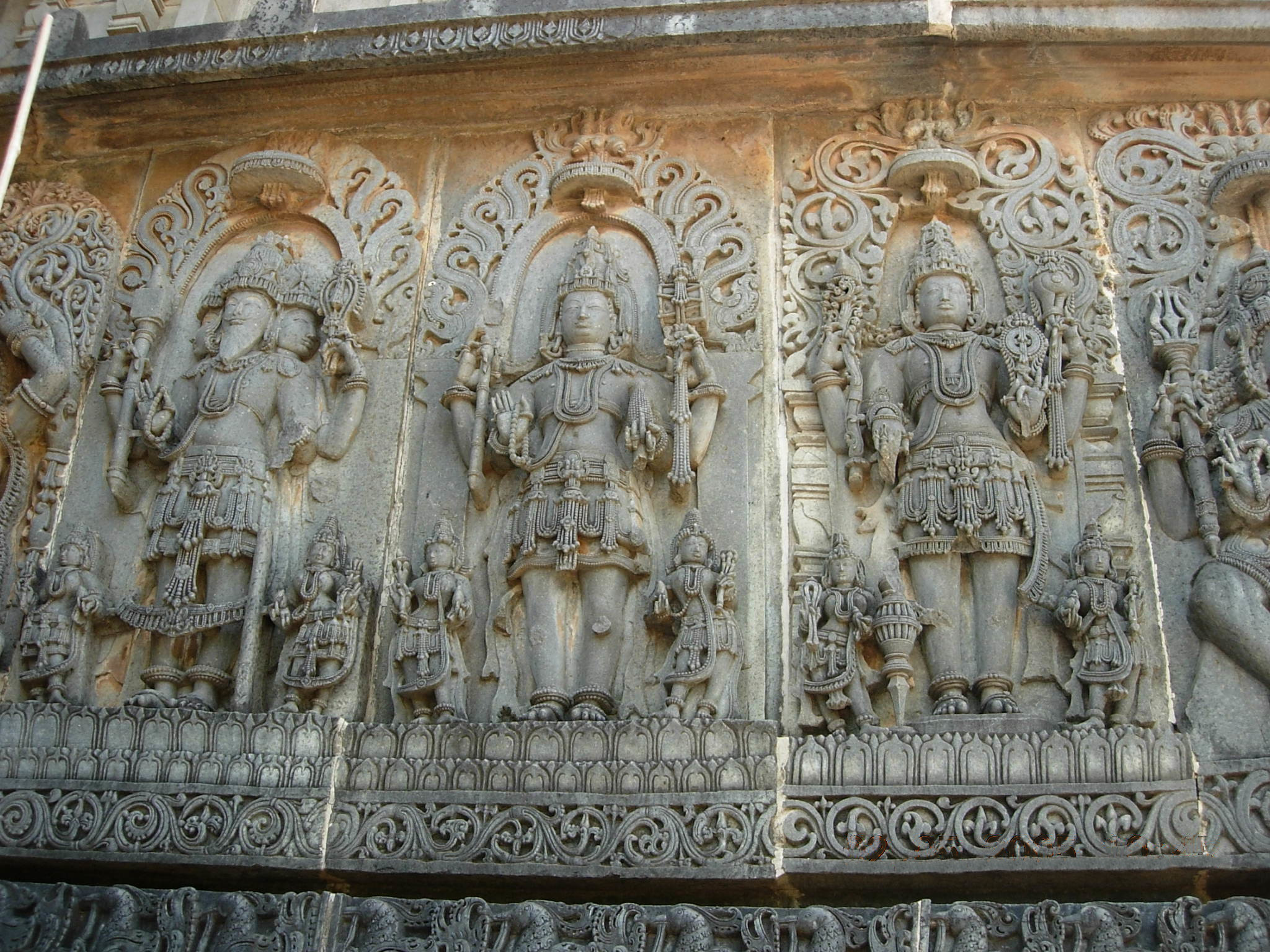
Brahma, Vixnu i Xiva, temple de Hoysaleswara

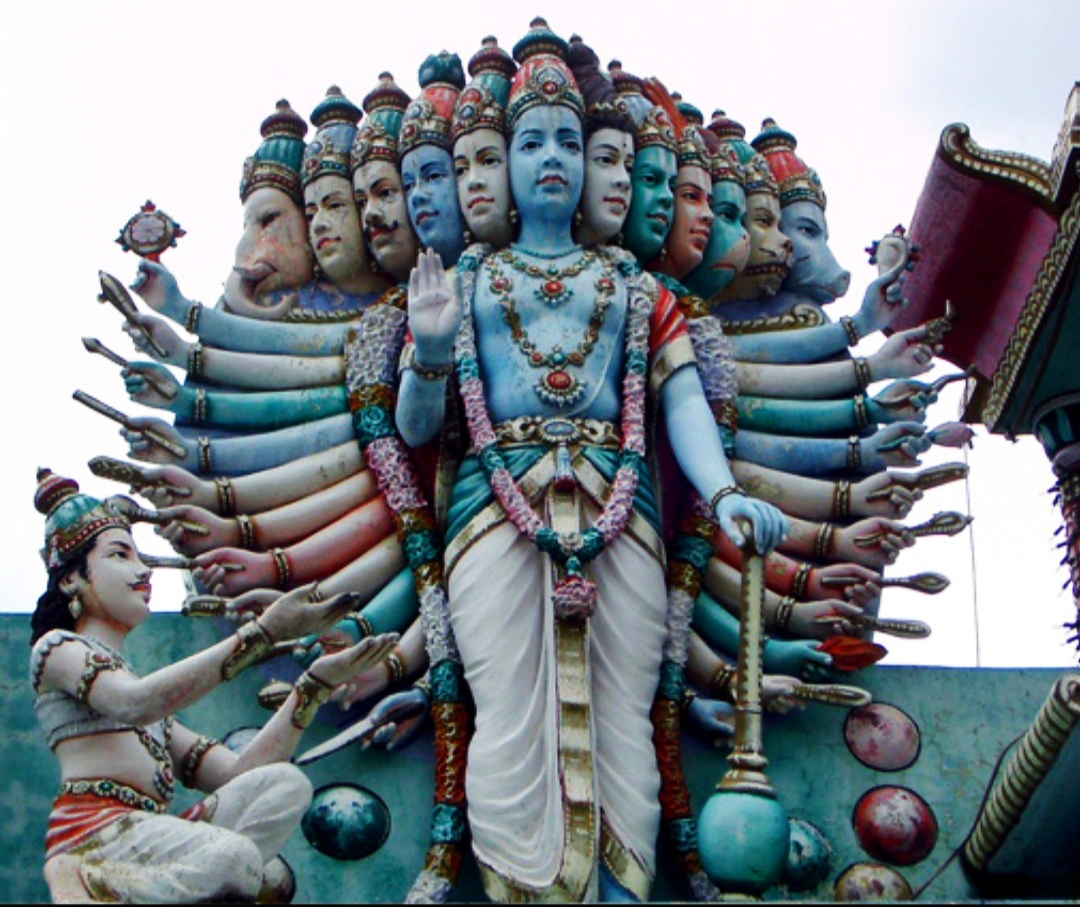
Múltiples encarnacions de Vixnu

Dins de l'hinduisme un gran nombre de déus personals (ixvarà) són adorats com a murtis. Aquests éssers són entitats significativament potents conegudes com a deves. La naturalesa exacta de la creença pel que fa a cada deïtat varia entre diferents denominacions i filosofies hindús. Sovint, aquests éssers es representen com a humanoides o amb formes parcialment humanoides, tot això completat amb un conjunt singular de complexa iconografia en cada cas. Els devas són expansions del Braman en formes diverses, cadascuna amb una certa qualitat. Al Rigveda es descriuen 33 deves, que són personificacions dels fenòmens de la naturalesa.

## Origen i desenvolupament històric
Al voltant de 1500 aC va tenir lloc una onada d'immigració ària al nord-oest de l'Índia. Molts dels noms de les deïtats àries (per exemple, Agni, Indra o Varuna) tenen sinònims en la mitologia persa, grega i romana. A través d'un lent procés d'hibridació, les deïtats indoàries es van fusionar amb molts cultes locals, un procés que es va estendre des de l'oest al nord i a l'est i al sud del subcontinent a través del moviment dels cercadors de fortuna, comerciants o mestres, i encara continua avui en dia en algunes parts de l'Índia.

## Para Brahman
El gran filòsof Adi Shankara ha dit que només hi ha un Para Brahman suprem i totes les altres deïtats són les formes i les ampliacions d'aquest Para Brahman. Es creu que tots els vaixnava i altres escoles atribueixen personalitat a aquest concepte, com en Svayam Bhagavan. Segons els termes d'algunes escoles de Vedanta, té tres aspectes modals amb un de més alt com a Para Brahman o Vixnu. Para Brahman significa el 'Brahman Suprem', o l'Esperit Còsmic Suprem' o Déu. Tot i que és una entitat inefable, podria dir-se que és la que conté i domina l'univers. Para Brahman, des del més enllà, abasta l'última realitat transcendent i immanent, Brahman. La Veritat Absoluta és alhora subjecte i objecte, de manera que no hi ha una diferència qualitativa. Termes com Parameixvara, Ixvarà, Bhagavan, Braman, Paramatma, es considera que són sinònims de Para Brahman. El xactisme considera Adi Paraixakti com el poder de Para Brahman. Les sectes hindús com el xivaisme, vixnuisme i xactisme tenen el concepte de Para-Braman. No obstant això, en contrast amb el vixnuvisme on Para Brahman denota Saguna Brahman com Hari o Vixnu, ja sigui Saguna Brahman o Nirguna Brahman impersonal pot tenir connotacions per a altres sectes.

### Adi Para Xakti
Adi Para Xakti és el concepte o personificació de la força divina creadora femenina, de vegades anomenada 'La Gran Mare Divina'. És considerada com l'entitat que controla a distància la trinitat, els devas i els cossos celestes. Els escrits s'hi refereixen com a creadora de tot. Adi (sense fi) para (més enllà) xakti (energia) és l'energia divina més enllà de l'univers, que pot prendre moltes formes. El Srimad Bhagwat Purana i el Xiva Purana associen Xakti com a "TxinMai" i tan sols hi ha concepte per a Xakti (energia per destruir i preservar), però el Srimad Devi Bhagwat Purana està parlant d'energia més enllà dels universos, per tant, se l'associa al Para Brahman o Déu suprem. Hi ha diferència entre Xakti i Adi Para Xakti: Xakti pot referir-se al poder de qualsevol deïtat, normalment coneguda com a Pàrvati, Sati o Durga, però Adi Para Xakti no és amb cap déu en si, es tracta del poder del Para Brahman.Shaktas defineix l'Adi Para Xakti com el Para Brahman dinàmic i el Para Brahman és l'Adi Para Xakti estàtic.

## Trimurti i Tridevi

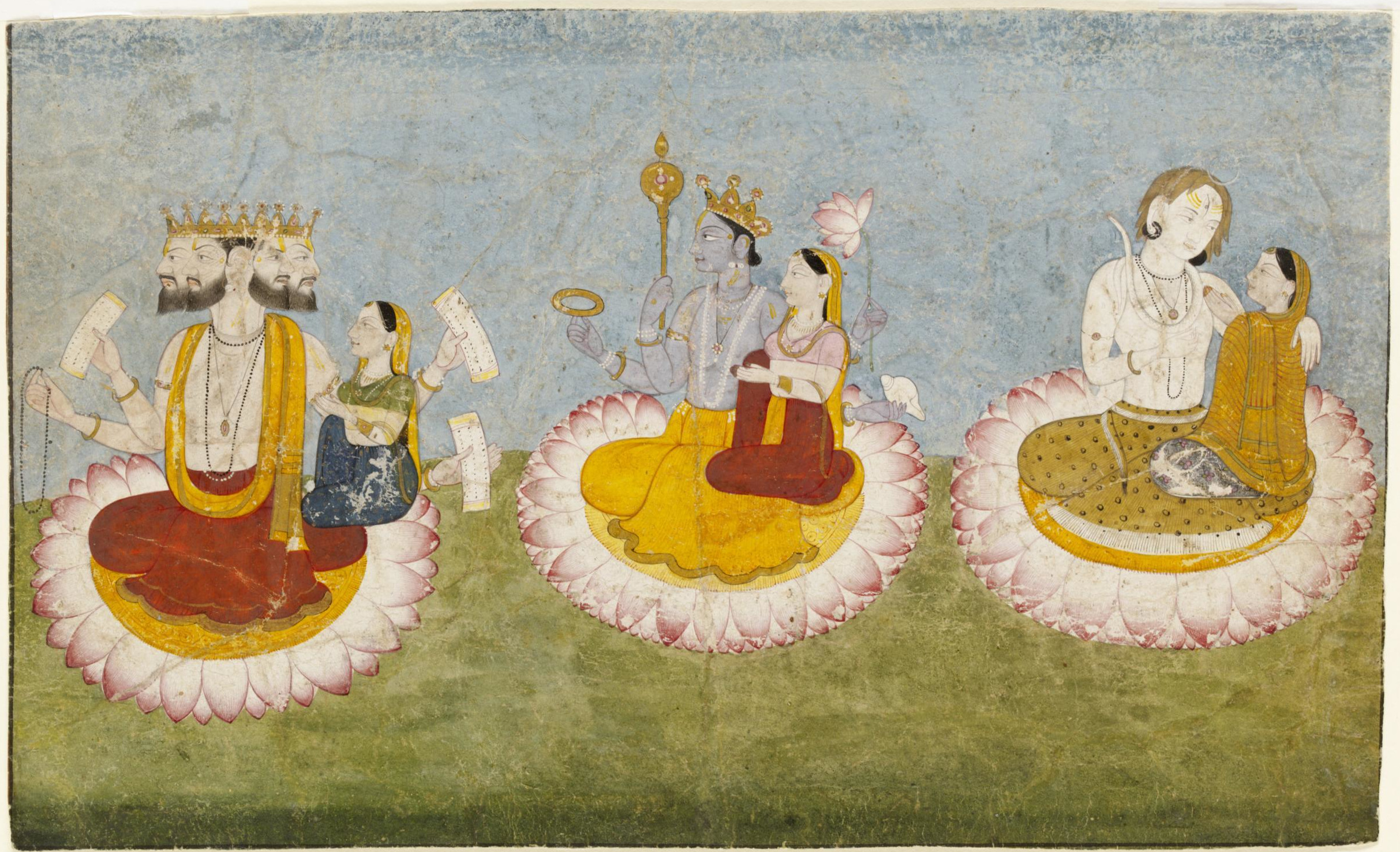
Brahma, Vixnu i Xiva amb els seus consorts

Xiva i Vixnu es consideren Mahadeves ("grans déus") per la seva posició central en el culte i escriptures. Aquests dos, juntament amb Brama es consideren els Trimurti -els tres aspectes del Déu universal suprem. Aquests tres aspectes simbolitzen tot el cercle de samsara en l'hinduisme: Brama com el creador, Vixnu com preservador o protector, i Xiva com a destructor o jutge.
Les deesses Tridevi o triplet de l'hinduisme tenen igual importància com els Trimurti. Brama és el creador, per la qual cosa necessita el coneixement o la deessa Sarasvatí (Vaak) per crear. Vixnu és observador, de manera que necessita la deessa de la riquesa i la prosperitat Lakxmi (Xri). Finalment, Xiva és destructora i re-creadora, de manera que necessita les deesses Parvati, Durga o Kali pel poder. Són les diverses manifestacions de la deessa Adi Para Xakti, la Mare Suprema.

## Deves i devis

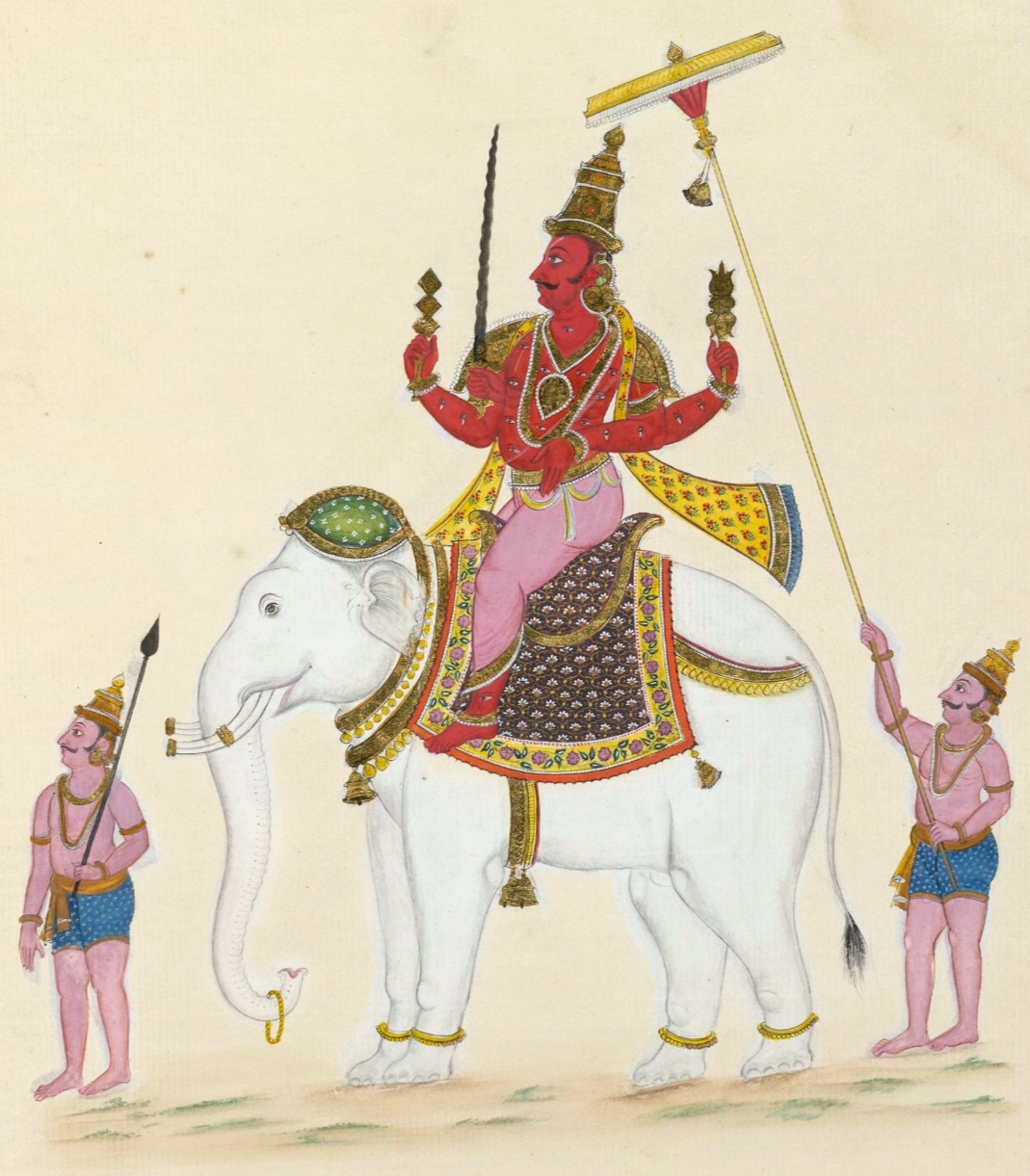
Indra és el déu-rei del cel, déu del tro, el llamp i la pluja.

El panteó a Xrauta està format per diverses deïtats. Els déus són anomenats deves (o devatās) i les deesses són anomenades devis.
Els deves vèdics més antics inclouen Indra, Agni, Soma, Varuna, Mitra, Savitr, Rudra, Praiapati, Vixnu, Aryaman, i l'aixvins. Devis importants eren Sarasvatí, Uixàs i Pritiví. Els textos posteriors anomenats els Puranes expliquen històries tradicionals sobre cada deïtat individual, com Ganeixa i Hanuman, i els avatars com ara Rama i Krixna.

### Deves al Vedes
Els principals deves són (vide 6è anuvaka de Txamakam):
Aditià, Agni, Antarikxa, Aixvinis, Brama, Brihaspati, Dixas, Diaus Pitar, Indra, Ganeixa, Marutas, Mitra, Mitravaruna, Murda, Praiapati, Prithvi, Puixa, Rudra, Savitr, Xiva, Soma, Varuna, Vayu, Vixnu i Vixvedavas.

## Deesses mares

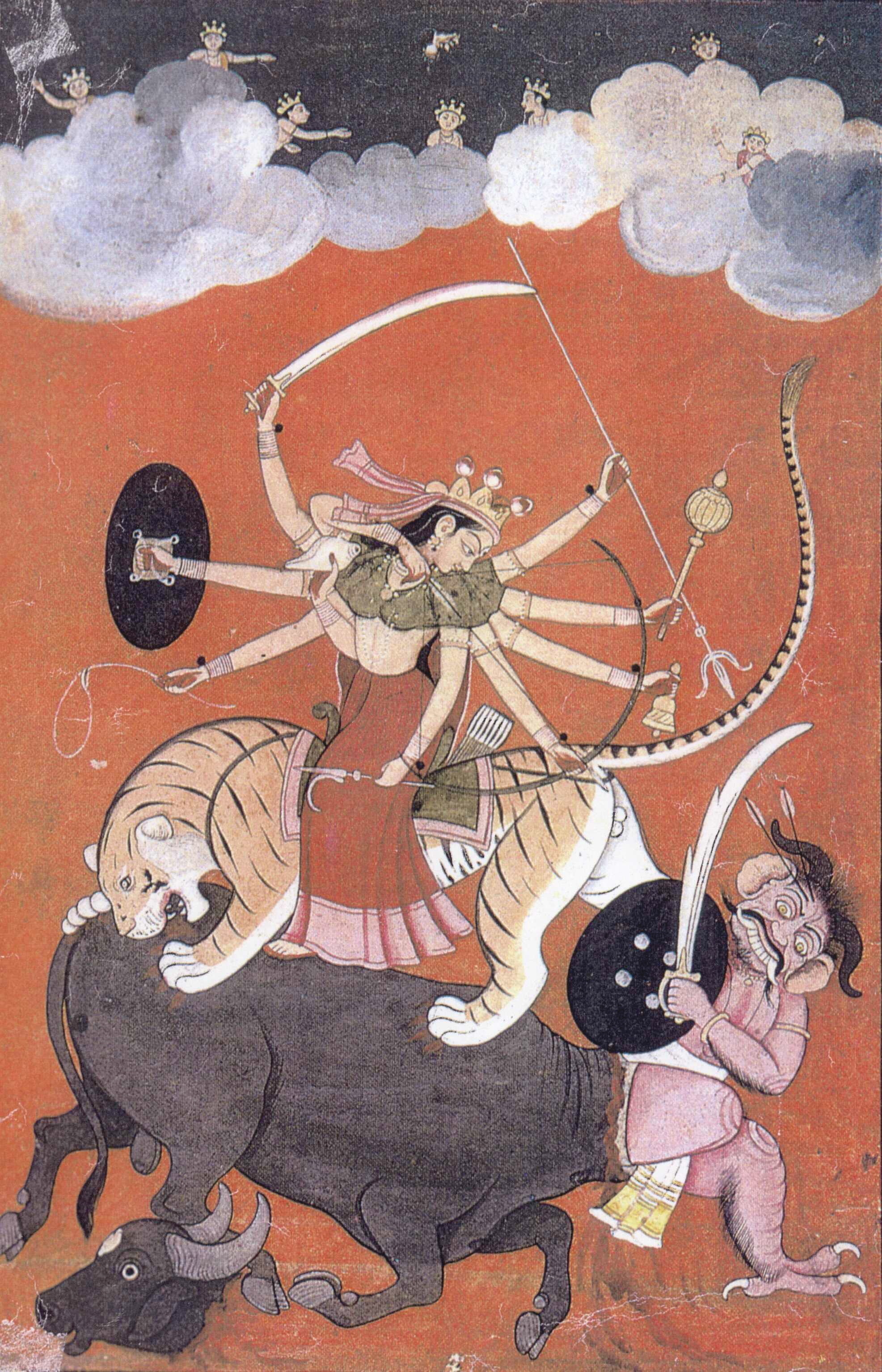
Deessa Durga matant el dimoni-búfal.

Deesses populars adorades en l'hinduisme són Lakxmi, Sarasvatí, Parvati, Durga i Kali. El xaktisme reconeix Xacti com la deessa suprema. El concepte de Mahadevi com la deessa suprema sorgí en la literatura religiosa històrica com un terme per definir la naturalesa poderosa i influent de les deïtats femenines a l'Índia. Al llarg de la història, les deesses han estat descrites com la mare de l'univers, a través dels seus poders de l'univers es crea i es destrueix. Els canvis graduals en la creença a través del temps formen el concepte de Mahadevi i expressen com les diferents deesses diferents, encara que molt diferents en personalitat, totes tenen el poder de l'univers sobre les seves espatlles. Jagaddhatri i Mariamman són altres deïtats femenines significatives.

## Avatars com a encarnacions de déus
Moltes denominacions de l'hinduisme, com el vixnuisme i algunes escoles del saivisme, ensenyen que de tant en tant, un déu ve a la Terra com un ésser humà per ajudar els humans en la seva lluita cap a la il·luminació i la salvació (mokxa). Tal encarnació d'un déu que es diu un avatar, o avatara. L'hinduisme ensenya que hi ha hagut múltiples avatars al llarg de la història i que no n'hi haurà més.

### Deu avatars de Vixnu

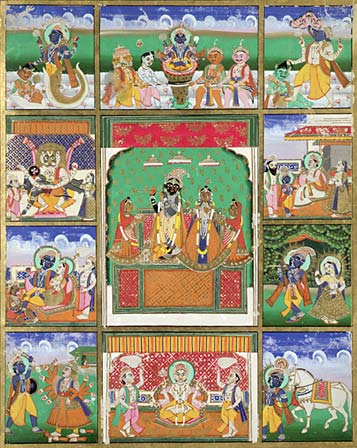
El Dasavatara

Les més famoses de les encarnacions divines són Rama, la vida de la qual es descriu en el Ramayana, i Krixna, la vida de la qual es descriu en el Mahabharata i el Bhagavata Purana. El Bhagavad Gita, que conté els ensenyaments espirituals de la Krixna, és un dels textos més llegits en l'hinduisme.
1. Màtsia, el peix, va aparèixer al Satya Yuga. Representa l'inici de la vida.
2. Kurmà, la tortuga, va aparèixer al Satya Yuga. Representa un embrió humà al que tot just li creixen potes diminutes, amb un ventre enorme.
3. Varaha, el senglar, va aparèixer al Satya Yuga. Representa un embrió humà que està gairebé llest. Les seves característiques són visibles.
4. Narasimha, l'Home-lleó (Nara = home, Simha = lleó), va aparèixer al Satya Yuga. Representa un nadó acabat de néixer, pelut i malhumorat, cridant i ple de sang. És vist com l'avatar més gran i més poderós.
5. Vamanà, el nan, va aparèixer al Treta Yuga. Representa un nen petit.
6. Paraixurama, Rama amb la destral, va aparèixer al Treta Yuga. Representa, alhora, tant un jove irat com un vell rondinaire.
7. Rama, Sri Ramatxandra, el príncep i el rei d'Ayodhya, va aparèixer al Treta Yuga. Representa un home casat i amb fills. Considerat com el segon a vatart més gran.
8. Krixna (que vol dir el que atrau). Aquesta paraula es fa servir també en el sentit de "negre". Krixna és considerat un avatar Purna, que significa la completa encarnació de Vixnu.
9. Balarama és el germà gran de Krixna.
10. Kalki ("Eternitat", o "temps", o "El Destructor d'immundícia"), que s'espera que aparegui al final de Kali Yuga, el període en què estem actualment, tot i que encara no ha succeït. No obstant això, al llarg dels segles, moltes sectes han cregut que el seu líder espiritual era Kalki. Per exemple, Ismaili Khojas, un grup musulmà del Gujarat i el Sind que són seguidors d'Aga Khan, creuen en les 10 encarnacions de Vixnu. Segons la seva tradició Alí ibn Abi-Tàlib, el gendre de Mahoma, era Kalki.[6][7]

També hi ha un "avatar ocult" que s'esmenta en l'11é cant del Bhagavata Purana.
Alguns consideren Balarama, germà de Krixna, el vuitè avatar de Vixnu. Ells consideren Krixna el novè avatar i eliminen Buda. L'avatar de Buda, que es presenta en diferents versions en diversos Puranes, pot representar un intent, per part del bramanisme ortodox, de calumniar als budistes per la seva identificació amb els dimonis. Helmuth von Glasenapp atribuí aquests desenvolupaments a un desig d'absorbir el budisme hindú de manera pacífica, així com per guanyar els budistes al vixnuisme i també per tenir en compte el fet que aquesta significativa heretgia podria existir a l'Índia. No obstant això, una altra llegenda afirma que Balarama era una encarnació de Xeix Naag i per tant, Buda és el novè avatar de Vixnu i Kalki el desè que està per arribar al final del Kaliyuga.

## Deïtats populars

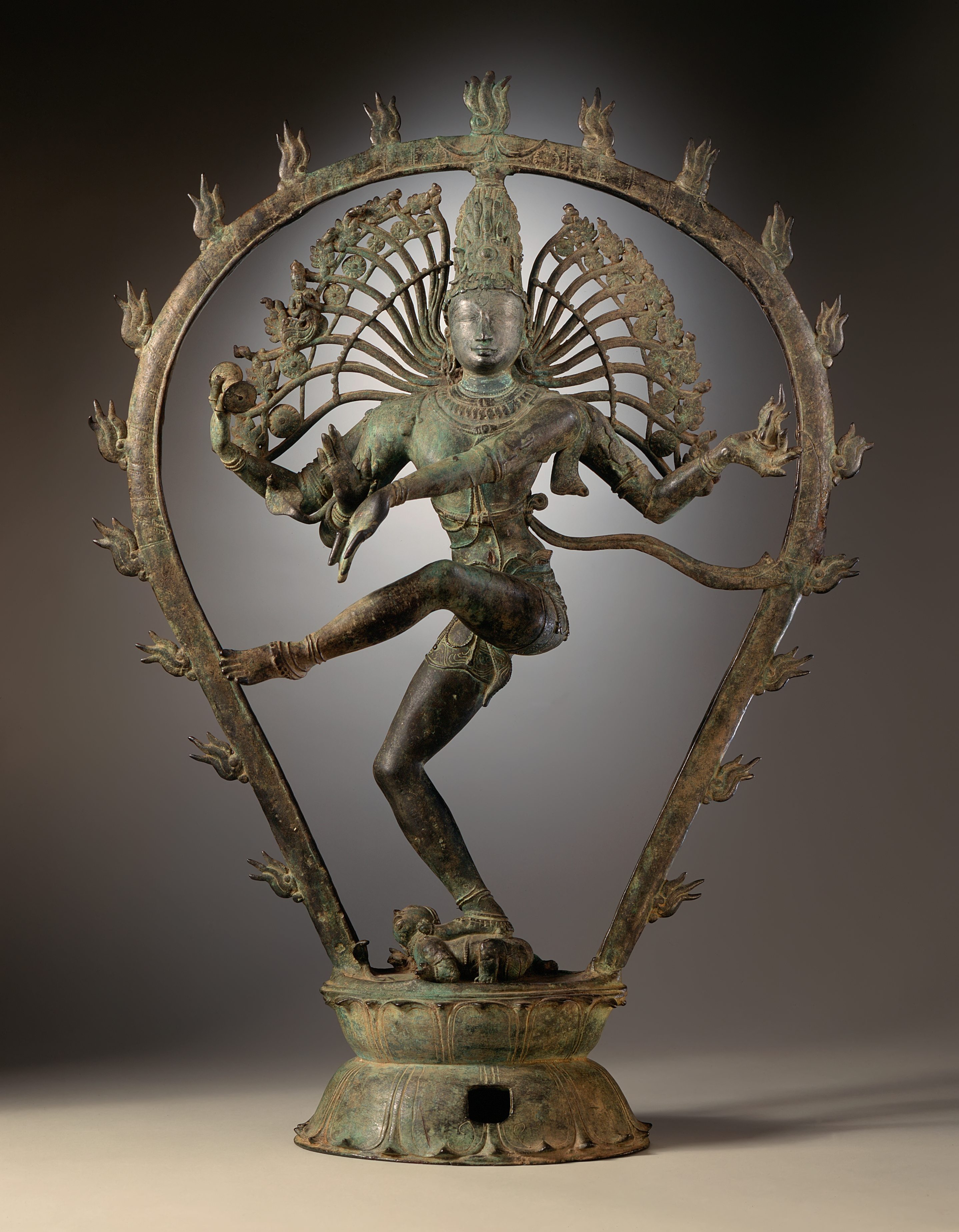
Xiva com a Nataraja – el Ballarí Còsmic.

En la majoria de les filosofies hindús només hi ha una realitat última. També coneguda com a Braman (la manifestació infinita de l'univers - no confondre amb Atman, la manifestació de Déu en un cos, una cosa comparable a una ànima), tots els altres es consideren els seus aspectes, o avatars, - Vixnu, el protector o conservador, i Xiva, el destructor, són els principals exemples d'això, pel fet que són més aspectes populars de la realitat última. En les seves pràctiques religioses personals, els hindús poden adorar principalment un o altre d'aquests aspectes, coneguts com a "Iṣṭa-devatā" o "Ixvarà" (deïtat elegida). Els déus adorats en particular són una qüestió de preferència individual, tot i que les tradicions regionals i la família poden tenir un paper important a l'hora d'influir en aquesta elecció. Les sectes hinduistes del vixnuisme, xivaisme, xactisme i la ganapatya afirmen que Vixnu, Xiva, Devi i Ganeixa respectivament equivalen a Braman, i que tots els altres déus són aspectes de la seva deïtat escollida.
Algunes populars deïtats hindús i avatars inclouen Krixna, Vixnu, Xiva, Durga, Ganeixa, Hànuman, Kali, Karttikeya, Venkateswara, Nataraja, Rama, Sarasvatí i Lakxmi.

## 330 milions de déus
Es diu que els hindús creuen que hi ha 330 milions de deïtats. Als Vedes s'enumeren trenta-tres déus. Aquesta intrepretació és per causa de la paraula sànscrita koti, que es fa servir per a "classe", però també es pot utilitzar per a un nombre igual a 10 milions. Segons una opinió, alguns estudiosos malinterpretaren la paraula koti, la qual cosa, entesa en el sentit de "classe", permet afirmar que hi ha 330 milions de déus en l'hinduisme. Un altre punt de vista sosté que 330 milions és una xifra que simbolitza l'infinit, i indica les formes infinites de Déu.

## Politeisme

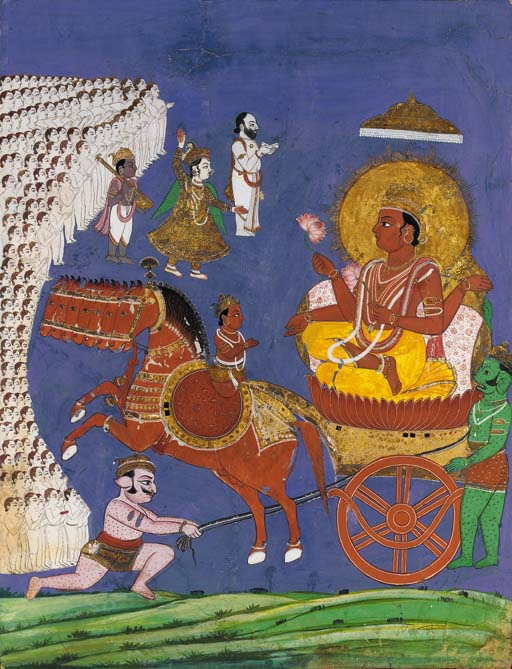
El déu-sol Surya conduint un carro.

Hi ha alguns hindús que consideren les diverses deïtats no com a formes del Braman únic, sinó com a entitats independents existents i, per tant, poden considerar-se correctament com a politeistes. La citació :la teologia hindú és consistent amb el monoteisme, encara que conté llavors de politeisme i idolatria" ~ HT Coolebrooke, resumeix les creences generals hindús sobre el politeisme.
Per bé que la tendència panteística en l'hinduisme permet només un rang subordinat als déus politeistes antics, va seguir ocupant un lloc important en les afeccions dels hindús com a individus, i encara es trobaven representats com si exercissin una considerable influència en els destins de l'home. El més prominent d'ells eren considerats com l'assenyalat "loka palas", o guardians del món, i com a tal se'ls feia presidir les direccions quatre punts cardinals i (segons algunes autoritats) els punts intermedis de la brúixola.
Així, Indra, el cap dels devas, era considerat com el regent d'aquest, Agni, el foc, era de la mateixa manera associat amb el sud-est; Yama, senyor de la mort i la justícia amb el sud; Surya, el sol, amb el sud-oest; Varuna, originalment el representant del cel que tot ho envolta (atmosfera), ara el déu del mar, amb l'occident, Vaiú (o Pavana), el vent, amb el nord-oest; Kúbera, el déu de la riquesa, amb el nord, i Soma amb el nord-est. En algunes tradicions, Iixana -un aspecte de Xiva és considerat com el regent del nord-est i Nírriti el regent del sud-oest.
Als instituts de Manu les pales loka són representades dempeus, en estreta relació amb el rei governant, del qual es diu que està compost de partícules d'aquests deïtats tutelars seves. La comitiva d'Indra es compon principalment dels Deves, gandharves, considerada en els poemes èpics com els músics celestials, i apsaràs, amoroses nimfes, que s'empren amb freqüència, pels déus, per fer que el devot piadós desisteixi de dur a terme les seves pràctiques austeres en una mesura que podria resultar perillosa per a llur poder. Narada, un savi de l'antiguitat (probablement una personificació del núvol, l'aigua que dona), és considerat com el missatger entre els déus i els homes, i com a sorgit del front de Brahma. La interessant tasca del déu de l'amor està en mans de Kamadeva, també anomenat Ananga, el sense cos, perquè, tal com es diu als escrits, després d'haver intentat un cop pel poder de la seva entremaliada fletxa, per fer Siva s'enamorés de Parvati, mentre ell es dedicava a pràctiques de devoció, l'eriçó va ser reduït a cendres per una mirada del déu enutjat. Dues altres figures divines de certa importància són considerades com a fills de Siva i Parvati, a saber. Kārttikeya o Skanda, el cap dels exèrcits celestials, que se suposa que han estat fomentades pels sis Knittikas o Plèiades, i Ganeixa (senyor de les tropes), el déu amb cap d'elefant de la saviesa, i al mateix temps el líder dels dii minorum gentium (déus de les nacions menors).

## Denominacions d'hinduisme

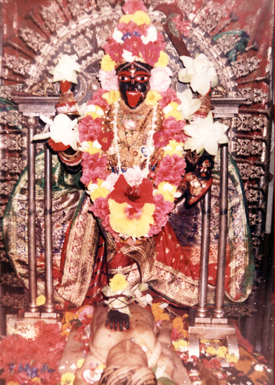
Bhavatarini, la deïtat que presideix el Temple de Kali a Dakshineswar, amb un peu damunt Xiva

L'hinduisme contemporani té quatre divisions principals: Xivaisme, Xactisme, Smartisme i Vixnuisme.
L'hinduisme és una religió molt rica i complexa. Cadascuna de les seves accions denominacions quatre rituals, creences, tradicions i déus personals entre si, però cada secta té una filosofia única en la manera d'aconseguir l'objectiu últim de la vida (mokxa, l'alliberament). Per exemple, una persona pot ser un devot de Xiva i Vixnu, però devot es pot practicar la filosofia Advaita Vedanta, que creu que no hi ha diferència entre Brahman i l'ànima individual d'una persona. Per contra, un hindú pot seguir la filosofia dvaita que subratlla que el Brahman i l'ànima no són la mateixa cosa. Però cada denominació fonamentalment creu en els diferents mètodes d'autorealització i en els diferents aspectes de l'únic Déu suprem. No obstant això, cada denominació respecta i accepta totes les altres, i els conflictes de qualsevol mena són rars.
El vixnuvisme, xaivisme i el xactisme, respectivament, creuen en un ideal monoteista de Vixnu (sovint com Krixna), Xiva, o Devi; aquest punt de vista no exclou altres déus personals, ja que s'entén que són els aspectes de l'ideal triat. Per exemple, per a molts devots de Krixna, Xiva és considerat com a sorgit de la força creativa de Krixna. Els adoradors de Ganeixa es connecten a si mateixos amb Xiva, i Xiva és el pare de Ganeixa, la qual cosa el fa una deïtat xaïv. Sovint, el Brahman mònada és vist com l'única font, i tots els altres déus emanen d'allà. Per tant, en tots els hindús, hi ha una forta creença que tots els camins són veritables religions que porten a un Déu o a la font, la qual cosa hom opta per anomenar la veritat última. Així, el Vedes - els més important text hindú, afirma: "La veritat és una, els savis l'anomenen amb diversos noms" (transcrit a partir del sànscrit: Ekam Sat Viprah Bahuda Vadanti)
l'smartisme és monista, així com monoteista i comprèn diferents deïtats que representen diferents aspectes i principis d'una entitat suprema, Brahman o Parabrahman. Els mestres com ara Swami Vivekananda, que va portar l'hinduisme a Occident, mantenen creences com les que es troben en l'smartisme, to i que en general es refereix a la seva religió com a Vedanta. Altres denominacions de l'hinduisme no sostenen estrictament aquesta creença.
Un smartista no tindria cap problema en adorar Xiva o Vixnu conjuntament, atès que contempla els diferents aspectes de Déu com a dirigits al mateix Déu. És el punt de vista smartista que domina la visió de l'hinduisme a Occident. Per contra, un vixnuvita considera Vixnu com l'únic Déu veritable, digne d'adoració i altres formes com a subordinat. En conseqüència, molts vixnuvites, per exemple, creuen que només Vixnu pot concedir el mokxa. De la mateixa manera, molts xaivites també tenen creences similars per a Xiva.

## Mitologia hindú enfront de la mitologia grega
Les similituds entre Kamadeva i Cupido, Vixvakarman i Hefest i Indra i Zeus porten a molts a concloure precipitadament que la mitologia hindú és similar a la grega. Però la mitologia grega és molt diferent de la mitologia hindú, l'actitud dels dos pobles en la cosmologia i la naturalesa dels propis déus eren massa diferents com per permetre una comparació massa de prop. Els grecs no creien en un sol déu - tenien déus i deesses, però no Déu o Deessa. Els déus de la mitologia grega es van convertir en amos de l'univers, en derrocar els Titans, un anterior panteó de deïtats poderoses, que al seu torn s'havien tornat poderosos mitjançant la superació d'Urà. Aquest tema de la repetició de la successió no es troba en la literatura vèdica. A diferència dels déus grecs, mai els Deves (déus hindús) no van témer que els Manaves (humans) els derroquessin.